# Hype
 (janvier 2024).
Il peut être nécessaire de l'améliorer pour respecter le principe de neutralité de point de vue. Veuillez consulter la page de discussion pour plus de détails.

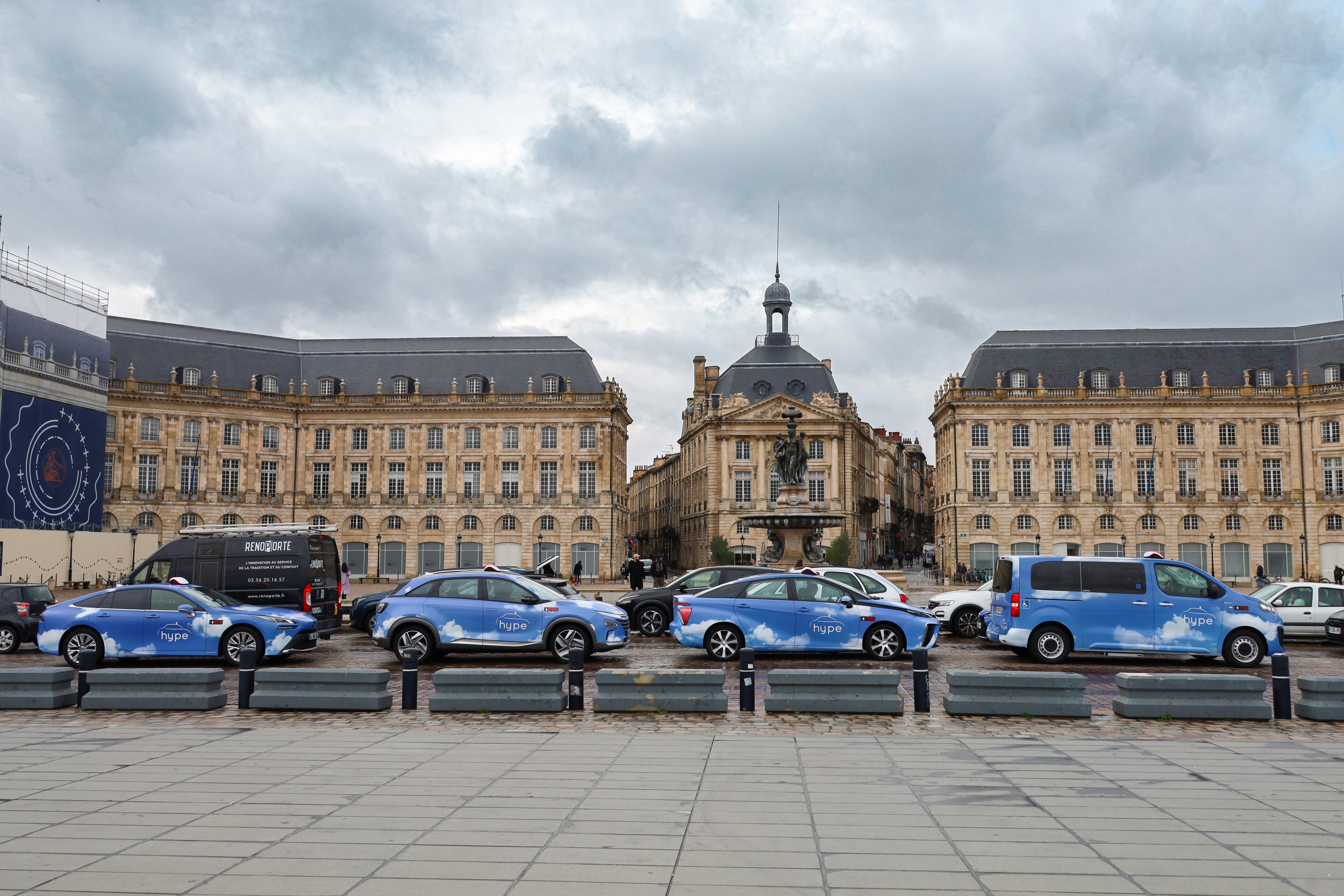
Plusieurs modèles de la flotte Hype à Bordeaux

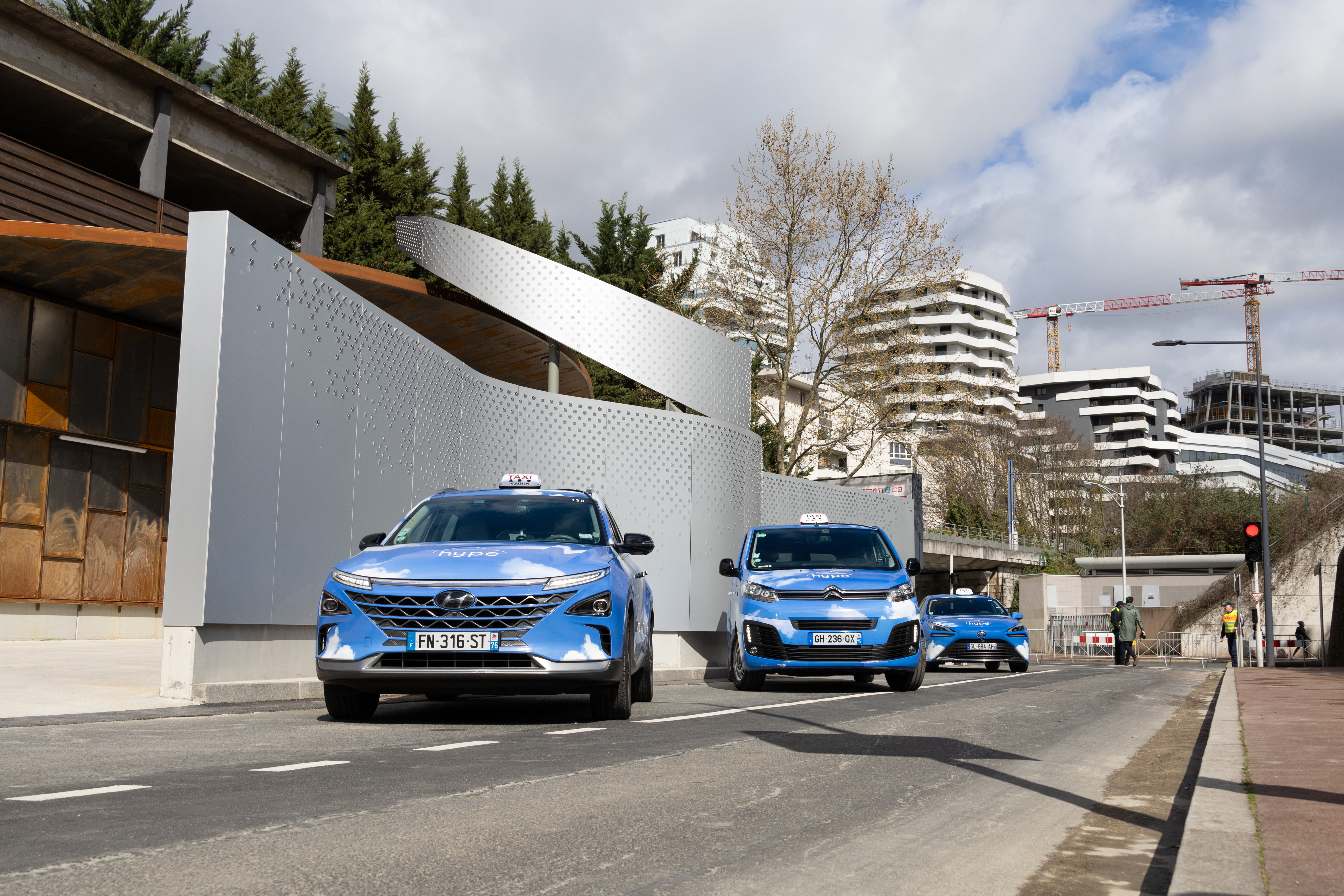
Taxis Hype stationnés devant la station hydrogène déployée par Hype à Issy-les-Moulineaux

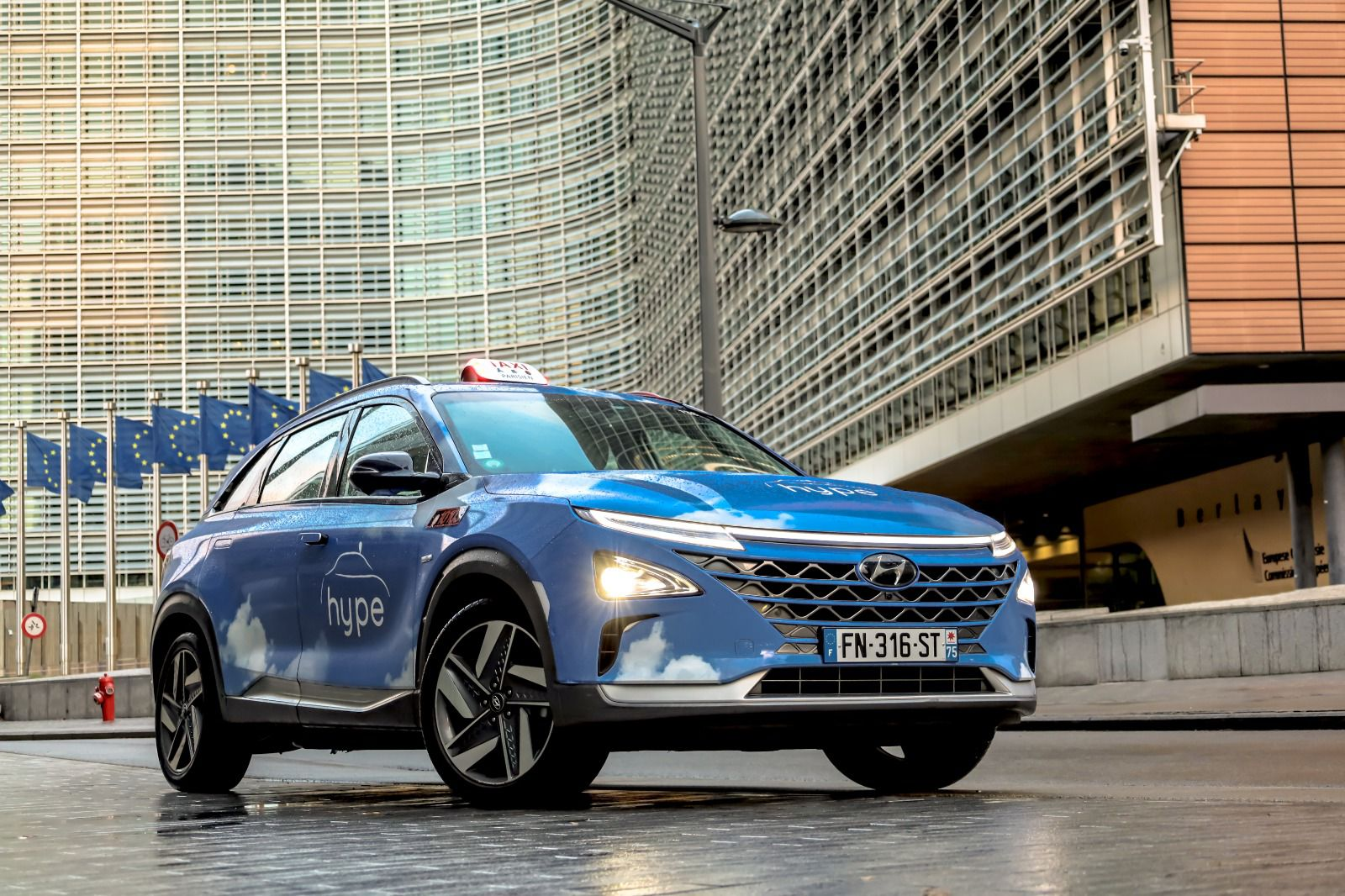
Taxi Hype à Bruxelles

Hype est une plateforme de mobilités zéro-émission développant un réseau de stations de production et de distribution d'hydrogène vert et exploitant depuis 2015 une flotte de taxis à hydrogène, basée à Paris, en France,.

## Histoire

### Création de Hype (2009–2015)
Hype, anciennement STEP (Société du Taxi Électrique Parisien), est fondée en 2009 par Mathieu Gardies,.
L'entreprise commence par utiliser des voitures électriques à batterie, avant de choisir l'hydrogène en 2015.

### Développement de Hype (2015–2023)
En 2015, Hype a déployé à Paris une flotte de cinq premiers taxis à hydrogène,. En 2018, Hype possédait 100 véhicules dans sa flotte et plus de 300 en 2023.
Depuis 2015, Hype a contribué à la mise en service de plusieurs stations avec des partenaires situées au Pont de l'Alma, à Orly, Roissy, à la Porte de la Chapelle et à la Porte de Saint-Cloud,. Hype a ouvert une première station à Issy-les-Moulineaux (Hauts-de-Seine) en 2023 et annoncé l'ouverture de 8 prochains sites en Île-de-France où l'entreprise prévoit de déployer des stations de production et de distribution d'hydrogène vert d'ici mi-2024. La société a pour objectif de développer 26 stations en Ile-de-France d’ici fin 2025,,.

## Partenariats

### Privés
Hype a créé HysetCo en 2017, une entreprise progressivement rejointe par Air liquide, Toyota, Kouros en 2019, et TotalEnergies en 2021, et l'a quittée en 2022,,.
À partir de 2021, Hype a noué des partenariats industriels avec McPhy et HRS ayant respectivement apporté un financement au projet Hype de 12 millions et 8 millions d'euros pour sa fourniture en équipements. Hype a également signé un partenariat avec Akuo en 2022 pour accélérer le déploiement en Île-de-France d'un écosystème de mobilité d'hydrogène vert,.
En 2023, Vinci Concessions a investi 15 millions d'euros dans Hype pour soutenir son développement. Vinci Energies est devenu partenaire exclusif pour la construction de nouvelles stations en Ile-de-France.
En 2023, Hype a élargi sa flotte de taxis en collaboration avec Stellantis avec les modèles Peugeot e-Expert Hydrogen et Citroën ë-Jumpy Hydrogen adaptés aux personnes à mobilité réduite. Hype a également conclu des partenariats avec Symbio, fabricant de systèmes de piles à combustible, et APF France handicap.

### Publics
En 2017, Hype a intégré le projet européen ZEFER (Zero Emission Vehicles for European Deployment). L'objectif est de tester les performances des véhicules à hydrogène et de l'infrastructure dans des conditions de kilométrage élevé et de démontrer les avantages et la rentabilité économique de ce carburant,.
Dans le cadre de l’appel à projets CEF-Transport-Alternative fuels infrastructure facility (AFIF) de la Commission européenne, le projet Hype Network Paris 2024 a obtenu une subvention de près de 15 millions d'euros en 2023,. Ce projet sera également financé par la Caisse des dépôts et consignations à travers la Banque des territoires pour un montant d’environ 6 M€. La Caisse des dépôts via la Banque des territoires est actionnaire minoritaire de Hype depuis 2017,.
Par ailleurs, des subventions de plus de 21 millions d'euros ont été accordées au projet H24byHype par le Conseil d'administration de l'ADEME.
L'Union européenne a également attribué une subvention de 18 millions d'euros au projet European Hydrogen Network by Hype pour soutenir le déploiement international de l'entreprise notamment au Le Mans, à Bordeaux, Bruxelles, Madrid, Barcelone, Lisbonne et Porto,,.

## Activités

### Approvisionnement et distribution d'hydrogène
Hype construit et gère des stations permettant d'alimenter les différents usages de la mobilité hydrogène,.
Hype exploite directement des stations à Issy-les-Moulineaux (Hauts-de-Seine), Le Mans (Sarthe), et Porte de Bercy. Les prochaines stations en Île-de-France seront situées à Enghien-Soisy, Cergy-Pontoise, Beauchamp, Grosbois, Villeneuve-le-Roi, Buc et Massy.

### Usages de l’hydrogène
Hype exploite en France la plus grande flotte de taxis à hydrogène au monde,.
Sa flotte de taxis à hydrogène est principalement composée du modèle Mirai de Toyota, car peu de constructeurs automobiles produisent des véhicules à hydrogène. Hype possède également quelques véhicules de la marque Hyundai,,. Pour les véhicules destinés aux personnes à mobilité réduite, Hype utilise des modèles des marques Peugeot et Citroën.
Hype a pour projet d'étendre les usages de mobilité hydrogène à d'autres services tels que les véhicules commerciaux, les cars et bus, les poids lourds et les bennes à ordures ménagères.

### Bilan et perspectives de l'utilisation des véhicules légers à hydrogène
Fin 2023, selon l'organisme Hydrogen Mobility Europe, qui supervise les projets hydrogène mobilité, dont Hype, les données à propos des taxis Hype sont les suivantes : 
La distance moyenne quotidienne parcourue est de 151 km .
Les taxis rechargent en H2 tous les 177 km, de peur de tomber en panne.
"Les infrastructures relativement limitées signifient que les conducteurs peuvent être amenés à s'éloigner de leur itinéraire et à parcourir des distances relativement longues afin de faire le plein, ce qui est dissuasif, ou encore de restreindre la zone de chalandage des véhicules à proximité de la station"

"99 % des usages des taxis Hype seraient couverts par un BEV avec 430 km d'autonomie." 
Ces éléments plaident en faveur de la position du gouvernement français pour lequel les véhicules particuliers à hydrogène peuvent être abandonnés sans regret au profit des véhicules à batterie.
En juin 2025, Hype a annoncé la fin de ses activités liées à l'hydrogène à Paris. Cette décision motivée, selon un post sur son réseau social Linkedin par plusieurs raisons :
- Augmentation des coûts de l'hydrogène : Le prix du kilogramme d'hydrogène est passé de 9 € HT en 2021 à 16-18 € HT en 2025, rendant l'exploitation des taxis à hydrogène économiquement moins viable par rapport aux véhicules électriques à batterie.h2-mobile.fr
- Critique du système industriel : Hype a dénoncé un système "verrouillé" par des acteurs majeurs tels qu'Air Liquide et TotalEnergies, qui, selon l'entreprise, ont constitué un oligopole via des entités comme HysetCo, Hy24 et TEAL, entravant le développement d'une filière hydrogène verte compétitive en Île-de-France.h2-mobile.fr+7h2-mobile.fr+7h2-mobile.fr+7
- Transition vers l'électrique à batterie : Face à ces défis, Hype a décidé de se concentrer exclusivement sur les véhicules électriques à batterie pour ses services de taxi en Île-de-France, avec l'objectif de convertir l'ensemble des 60 000 taxis et VTC franciliens au zéro émission d'ici 2030.

Malgré ce retrait du marché parisien, Hype annonce rester ouvert à des projets liés à l'hydrogène dans d'autres régions ou à l'international, notamment dans le secteur du transport lourd.